# Houthulst

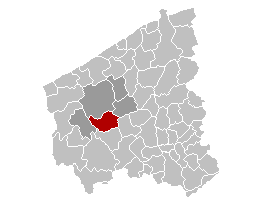
Localización de Houthulst

Houthulst es un municipio de la región de Flandes, en la provincia de Flandes Occidental, Bélgica. A comienzos de 2018 contaba con una povlación total de 10.032 personas. La extensión del término es de 55,89 km², con una densidad de población de 179,48 habitantes por km².

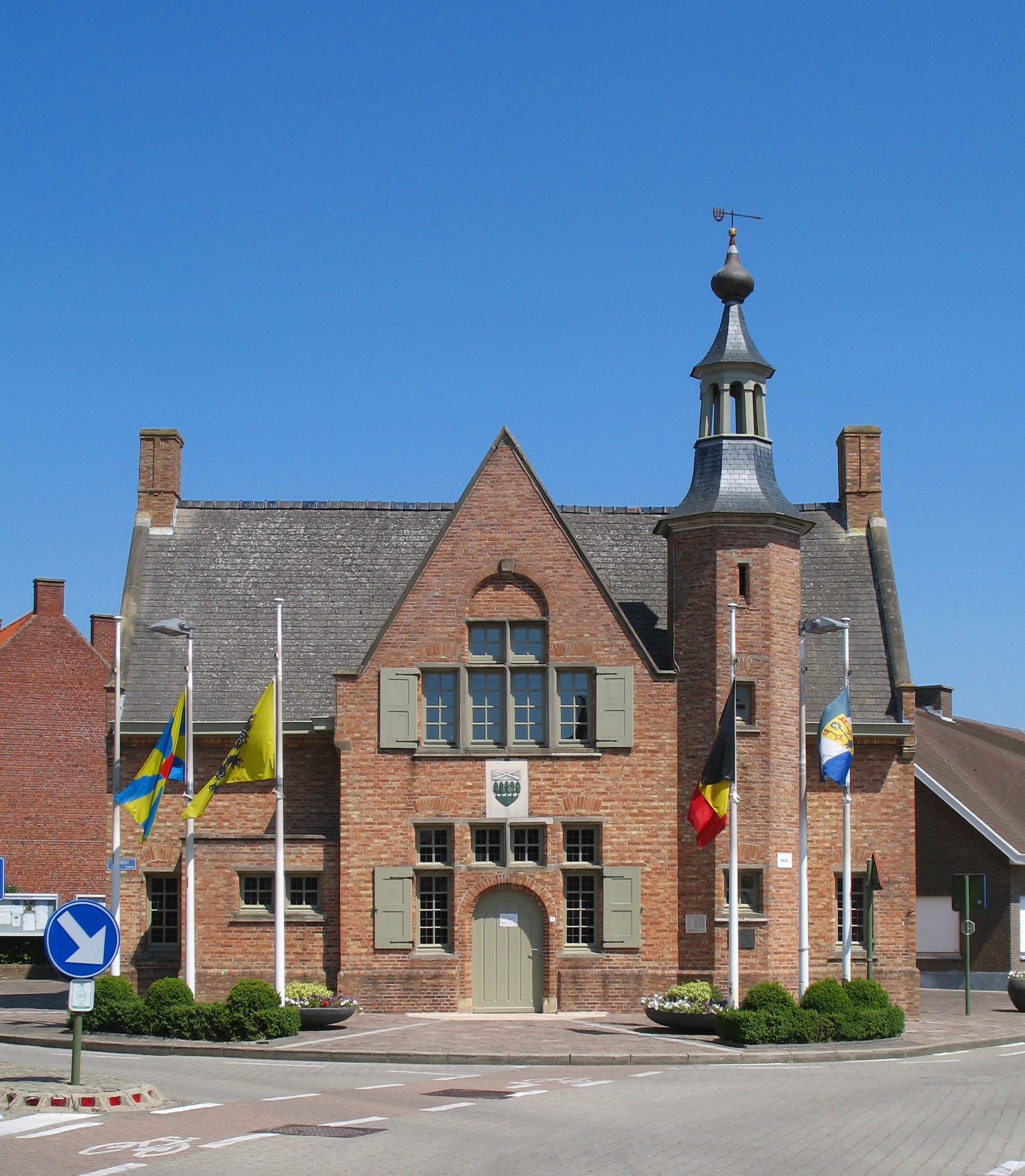
Houthulst: Ayuntamiento.

## Geografía

### Secciones del municipio
El municipio comprende los antiguos municipios, que se fusionaron en 1977:
| - Houthulst - Jonkershove - Klerken - Merkem |

## Demografía

### Evolución
Todos los datos históricos relativos al actual municipio, el siguiente gráfico refleja su evolución demográfica, incluyendo municipios después de efectuada la fusión el 1 de enero de 1977.
| Gráfica de evolución demográfica de Houthulst entre 1846 y 2020 |
|                                                                 |